# Allerleirauh (Künstlerinnengruppe)
Allerleirauh war ein Mode-, Theater- und Performancenetzwerk, welches aus der Zusammenarbeit der beiden Designerinnen Katharina Reinwald und Angelika Kroker 1987 in Ost-Berlin entstand. Schon zuvor hatten sie in der Modegruppe „chic, charmant & dauerhaft“ zusammen gewirkt.

## Werk
Kroker und Reinwald wurden 1988 als Kandidatinnen für den Verband Bildender Künstler der DDR (VBK) akzeptiert und fertigen in ihrer Werkstatt im ostdeutschen Boheme-Zentrum in Berlin-Prenzlauer Berg Bühnenkostüme für ostdeutsche Rockgruppen wie Silly, City oder Pankow. Die Auftritte von Allerleirauh wurden von zahlreichen, auch wechselnden Akteuren und Darstellern organisiert und getragen: Esther Friedemann, Sabine von Oettingen, Domenique Hollenstein (Windisch), Heike Krone, Sven Marquardt, Robert Paris, Frieda von Wild, Katja Wischnewski und vielen anderen.
Allerleirauh pflegte einen romantisch-fantastischen Stil mit Versatzstücken aus Naturformen wie Federn, Schuppengewändern oder Zweigen und produzierte oft Unikate. Die Mangelwirtschaft der DDR befeuerte ihre Kreativität zur Verwendung von ungewöhnlichen Materialien für ihre Kreationen. Sie wollten ihre Mode bewusst nicht alltagstauglich herstellen, sondern sahen sie als eleganten Protest gegen das Alltagsgrau in der späten DDR.
Die erste Designergruppe dieser Zeit (oft auch mit den gleichen Protagonisten) war „chic, charmant und dauerhaft“, kurz c.c.d. Weitere alternative Modelabels der späten DDR wie Stattgespräch, Omlette Surprise, Larifari oder Anstandslos folgten.
Als Höhepunkt gilt das Allerleirauh-Happening im Jahr 1988, das an drei Abenden vor 600 Zuschauern im ausverkauften Haus der jungen Talente in Ost-Berlin stattfand. Die Rockband Pankow spiele live, die Mannequins traten in Mänteln aus Lederflicken und geschuppten 3-D-Kleidern auf.
Die Gruppe taucht im Dokumentarfilm Ein Traum in Erdbeerfolie auf. Ihre Aktionen und Auftritte wurden von bekannten Fotografen der DDR dokumentiert, unter anderem Sibylle Bergemann.
Das Deutsche Historische Museum in Berlin besitzt einige Unikate sowie Fotografien der Modenschauen.

## Aktionen, Performances und Ausstellungen
- 2018: Albertinum (Kunsthalle im Lipsiusbau) „Medea muckt auf. Radikale Künstlerinnen hinter dem Eisernen Vorhang“
- 2009: Kunstgewerbemuseum Berlin „In Grenzen frei – Mode, Fotografie, Underground in der DDR 1979–89“
- 1991: Teilnahme an der Modemesse Pitti Immagine, Florenz / IT
- ab 1990: weitere Aufführungen im In- und Ausland (ohne Reinwald) u. a. in Berlin im Jugendklub Schaufenster, im Theater im Palast, im Stadtbad Oderberger Straße sowie an der Volksbühne
- Dezember 1989: Spiel mit Erde, Feuer, Hall und Leder, zwei Abende in der Gethsemanekirche Berlin-Ost
- Mai 1988: Das Ding aus Licht, Raum, Klang und Leder, drei Abende im Haus der jungen Talente (HdjT) Berlin-Ost